# Lublin trolibuszvonal-hálózata
Lublin trolibuszvonal-hálózata (lengyel nyelven: Trolejbusy w Lublinie) Lengyelország Lublin városában található trolibuszüzem. Összesen 16 vonalból áll, a hálózat teljes hossza 60 km. Jelenlegi üzemeltetője a MPK Lublin. Egyike Lengyelország három megmaradt trolibuszüzemének.
Az áramellátás felsővezetékről történik, a feszültség egyenáram. 
A forgalom 1953. július 21-én indult el.

## Útvonalak
| Ligne numéro | Tracé |
| 151          | Abramowice – Kunickiego – pl. Bychawski – al. Piłsudskiego – Lipowa – Al. Racławickie – al. Kraśnicka – Węglin |
| 152          | Plac Dworcowy – Stadionowa – Muzyczna – Nadbystrzycka – Zana – Filaretów – Jana Pawła II – Granitowa – Osiedle Poręba |
| 153          | Pancerniaków – Grygowej – Dekutowskiego – Droga Męczenników Majdanka – Fabryczna – Al. Zygmuntowskie – al. Piłsudskiego – Narutowicza – Głęboka – Wileńska – Bohaterów Monte Cassino – Armii Krajowej – Orkana – Roztocze – al. Kraśnicka – Węglin                                                                                          |
| 154          | Węglin – al. Kraśnicka – Roztocze – Orkana – Armii Krajowej – Bohaterów Monte Cassino – Zana – Filaretów – Głęboka – Muzyczna – Stadionowa – Młyńska – Dworcowa – Młyńska (powrót: Dworcowa – Gazowa – Młyńska) – Stadionowa – Lubelskiego Lipca '80 – al. Unii Lubelskiej – Podzamcze – Unicka – Obywatelska – Chodźki – Chodźki – szpital |
| 155          | Pancerniaków – Grygowej – Mełgiewska – Gospodarcza – Hutnicza – Łęczyńska – Wolska – pl. Bychawski – al. Piłsudskiego – Lipowa – Al. Racławickie – al. Kraśnicka – Zana – Zana ZUS |
| 156          | Felin – Doświadczalna – Franczaka „Lalka” – Droga Męczenników Majdanka – Fabryczna – al. Unii Lubelskiej – Zamojska – Kard.St.Wyszyńskiego – Królewska – Lubartowska – Obywatelska – Chodźki – Chodźki – szpital |
| 157          | Zana Leclerc – Zana – Filaretów – Jana Pawła II – Krochmalna – Diamentowa – Zemborzycka – Kunickiego – Dywizjonu 303 – Krańcowa – Droga Męczenników Majdanka – Franczaka „Lalka” – Doświadczalna – Felin |
| 158          | Felin – Doświadczalna – Franczaka „Lalka” – Droga Męczenników Majdanka – Fabryczna – Al. Zygmuntowskie – al. Piłsudskiego – Lipowa – Al. Racławickie – al. Kraśnicka – Zana – Zana ZUS |
| 159          | Osiedle Poręba – Granitowa – Jana Pawła II – Armii Krajowej – Bohaterów Monte Cassino – Wileńska – Głęboka – Narutowicza – Bernardyńska – Zamojska – Fabryczna – Łęczyńska – Hutnicza – Gospodarcza – Mełgiewska – Mełgiewska WSEI |
| 160          | Osiedle Poręba – Granitowa – Jana Pawła II – Filaretów – Jana Pawła II – Krochmalna – Diamentowa – Zemborzycka – Kunickiego – Pl. Bychawski – Wolska – Fabryczna – al. Unii Lubelskiej – Zamojska – Kard.St.Wyszyńskiego – Królewska – Lubartowska – Obywatelska – Chodźki – Chodźki – szpital                                              |
| 161          | Osiedle Poręba – Granitowa – Jana Pawła II – al. Kraśnicka – Bohaterów Monte Cassino – Zana – Nadbystrzycka – Krochmalna – Gazowa – Dworzec Główny PKP – Dworcowa – Młyńska – Stadionowa – Lubelskiego Lipca '80 – plac Bychawski – Wolska – Droga Męczenników Majdanka – Franczaka „Lalka” – Doświadczalna – Felin                         |